# چهاربخش (ارومیه)
محله چهاربخش یکی از محلات قدیمی شهر ارومیه است. این محله تا سال ۱۳۴۰ روستایی آشوری‌نشین در حومه شهر ارومیه بود که با توسعه شهر ارومیه به یکی از محلات آن تبدیل شد.

## بناها

### کلیسای مریم مقدس
کلیسا حضرت مریم از کلیساهای آشوری متعلق به دوره ساسانی در شهر ارومیه است. بنای این کلیسای مستطیل شکل در میان باغ بزرگی قرار دارد. این کلیسا هم‌اکنون در محله چهاربخش ارومیه قرار دارد.

### آرامستان آشوریان
قبرستان آشوریان ارومیه از دیگر بناهای تاریخی این محله است. این قبرستان بر روی تپه‌ای تاریخی قرار دارد مه قدمت آن به سده‌های ۵ و ۶ قمری می‌رسد. این قبرستان در کنار بلوار رجایی قرار گرفته‌است.